# Spånga scoutkår
Spånga scoutkår är en scoutkår i Spånga, som är en av drygt 140 scoutkårer i Stockholms län. 
Kåren tillhör Scouterna. Den hade drygt 500 medlemmar 2023 och är en av Sveriges största. Medlemmarna kommer från hela västra Stockholm, men företrädesvis från upptagningsområdena för skolorna i Solhem, Flysta, Sundby och Bromsten. 
Spånga scoutkårs motto är "Vi har ingen avbytarbänk". Verksamheten bedrivs i "Holken" på Tornbacken 11A i Spånga. Huset som ägs och förvaltas av Stiftelsen Holken är en ombyggd tidigare kyrka och inrymmer även en förskola.

## Historik[2]
Scouting i Spånga startade redan 1908 av KFUM:s resesekreterare Emil Winquist, med verksamhet vid dennes villa i Spånga. Scouting i Spånga startades således bara ett år efter det första scoutlägret som Robert Baden Powell anordnade för 21 pojkar på Brownsea Island utanför London i England. 
Verksamheten i Spånga Scoutkår kan dock sägas starta organiserat den 15 feb 1928, då Duvbo flickscoutkår hade sitt första möte. Gruppen hade 28 medlemmar och de första scoutledarna var Margit Heimberger och Edith Carlsson. År 1936 bytte kåren namn till Spånga flickscoutkår. I samma veva startade Spånga blåvingering, som 1952 blev vilande[förklaring behövs].
År 1945 nystartade Duvbo flickscoutkår.
År 1959 bildades Spånga Scoutkår genom att verksamheten i Sverige för pojkar och flickor slogs ihop. Tidigare har pojkscouterna haft sin verksamhet bland annat i Flysta och Bromsten. Kårens medlemsantal ökade kraftigt på grund av detta. Solhems blåvingering och Duvbos Flickscoutkår slogs också ihop med Spånga detta år. Kåren hade 1960 100 medlemmar. År 1969 upphörde uppdelningen av pojkar och flickor.